# Ya'bad
Ya'bad (Arabisch: يعبد ) is een Palestijnse plaats op de Westelijke Jordaanoever. Het valt onder de administratieve controle van het gouvernement Jenin.